# Marché des quotas carbone

Tableau (comparatif) des prix relatifs aux émissions de carbone dans les différentes régions du monde.

Un marché de quotas carbone est un système d'échange de droits d'émissions de gaz à effet de serre, de crédits carbone et de quotas carbone. Selon le rapport 2020 de l'« International Carbon Action Partnership », 21 marchés du carbone sont mis en place et 24 autres sont en cours de développement ou en projet.
Le marché des quotas carbone est l'une des options permettant de donner un prix au carbone. Il est porté par l'industriel qui privilégie cette solution recourant au marché financier, plutôt qu'une simple taxe carbone.
Après une phase de jeunesse en rapide croissance et un portage fort par l'Europe, le marché européen s'effondre à la suite de la crise économique mondiale de 2008 et reste déprimé jusque début 2017. Une réforme du marché du carbone adoptée en 2017 fait bondir le prix du carbone qui quadruple en un an.

## Objectifs
Un marché de quotas carbone (ou « système d'échange de quotas d'émission de gaz à effet de serre »), est un outil de politique publique visant à réduire les émissions de gaz à effet de serre (principalement le dioxyde de carbone), responsables du réchauffement climatique. Cette politique consiste à faire payer par des émetteurs le coût de la nuisance pour le climat que constituent leurs émissions, selon le principe pollueur-payeur. Ce coût supplémentaire pour les émetteurs doit les inciter à réduire leurs émissions, par exemple en réduisant leurs consommation d'énergie, en utilisant de l'énergie de récupération (récupération de chaleur notamment), ou en utilisant des énergies alternatives, renouvelables (solaire, éolien) plutôt que des fossiles (pétrole, gaz, charbon).
Un quota carbone et une taxe carbone poursuivent un même objectif : réduire les émissions. La différence : en créant une taxe, les autorités fixent un prix au carbone ; en instaurant un marché de quotas, les autorités fixent un plafond aux émissions de carbone. Un marché du carbone, outil public qui instaure une limite aux émissions des installations couvertes par le marché, ne peut donc pas être assimilé à un marché financier ou un marché classique.

## Histoire
Les mécanismes de marchés environnementaux reposent sur l'analyse du Prix Nobel Ronald Coase qui, dans son article de 1960, « The problem of social cost », préconise l'attribution de droits de propriété par l'État pour éviter de recourir à la taxation ou à la réglementation pour corriger les externalités négatives touchant des biens publics.
Le marché des quotas carbone est l'une des options qui existent pour donner un prix au carbone. Il est porté par l'industrie qui privilégie cette solution recourant au marché, plutôt qu'une simple taxe carbone.
Le marché européen, appelé en anglais le European Union Emissions Trading System (EU ETS), n'est pas le premier marché de quotas. Le premier a été créé aux États-Unis pour combattre les émissions de polluants atmosphériques causant les pluies acides, tels que définis dans le protocole de Montréal (Acid rain program) et il permet de notablement diminuer les pluies acides. Il y a des différences importantes avec le système de bourse du carbone, qui rendent impossible toute comparaison entre ces deux systèmes.
Le dispositif des systèmes d'échange de quotas d'émission de gaz à effet de serre est prévu par le protocole de Kyoto signé en 1997.
Lors du forum économique mondial à Gleneagles en janvier 2005, 23 multi-nationales forment un groupe commun lors de la réunion pour le changement du climat du G8 : Ford, Toyota, British Airways et British Petroleum en font partie. Le 9 juin 2005, ce groupe publie une déclaration commune mentionnant le fait qu'il était nécessaire d'agir contre le changement climatique, et qui insiste sur l'importance de trouver des solutions basées sur le marché ; cette initiative est à l'origine des rencontres annuelles « Gleneagles Dialogue » entre les ministres de l'Énergie et de l'Environnement des 20 pays les plus consommateurs d'énergie du monde.

## Principes et fonctionnement
Sur un marché du carbone une entité publique (par exemple l'Organisation des Nations unies, l'Union européenne ou un État, etc.) fixe aux émetteurs de gaz à effet de serre un plafond d'émission plus bas que leur niveau d'émission actuel et leur distribue des quotas d'émission correspondant à ce plafond.
À la fin d'une certaine période, les émetteurs doivent prouver qu'ils ont respecté leurs obligations en rendant à cette autorité publique un volume de quotas équivalent à leur volume d'émissions sur la période. Ceux qui ont émis plus de gaz à effet de serre que le niveau autorisé doivent acheter les quotas qui leur manquent, sauf à se voir infliger une forte amende en général non libératoire. Inversement, ceux qui ont émis moins que leur quantité allouée de quotas peuvent vendre les quotas dont ils n'ont pas besoin sur le marché ou bien, lorsque le marché le permet, les conserver en vue de les utiliser ultérieurement.
L'unité de compte et d'échange, le quota, représente 1 tonne de CO2 (ou gaz à effet de serre équivalent). Les transactions peuvent se faire sur un marché organisé (une bourse du carbone), ou de gré à gré (Over The Counter), directement entre un acheteur et un vendeur.
Le prix du quota dépend avant tout de la quantité de quotas émise par l'entité publique c'est-à-dire du niveau du plafond fixé : moins elle distribue de quotas par rapport aux émissions, plus les émetteurs de carbone doivent réduire leurs émissions ou acheter des quotas. Le prix reflète ainsi le degré d'ambition de la politique climatique. Dans ce cadre, le prix s'établit par les échanges entre acteurs du marché, au niveau d'équilibre entre l'offre et la demande de quotas. D'autres facteurs ont une influence sur le prix des quotas :
- la croissance : à mode de production constant (capital, travail, matières premières), la hausse de la production accroit les émissions de carbone et donc la demande de quotas,
- la météo : les périodes de froid accroissent la consommation d'énergie fossile et donc la demande de quotas,
- les innovations technologiques : elles permettent de modifier les facteurs de production et, potentiellement, de produire les mêmes biens en émettant moins de carbone (baisse de l'intensité carbone de la production),
- le prix relatif des énergies qui influence à court terme les arbitrages entre modes de production de l'électricité

## Marché européen
Le 1er janvier 2005, « l'Union européenne crée le plus grand marché de quotas environnementaux du monde » (SCEQE ou encore European Union Emission Trading Scheme – EU ETS).
Environ 11 000 centrales électriques et sites industriels très émetteurs de CO2 doivent disposer de quotas suffisants pour couvrir leurs émissions (quotas échangeables entre obligés). Des quotas sont distribués gratuitement à certains industriels et les États cherchent à préserver des « industries essentielles » dont certaines « menacent de délocaliser leur production si le coût du carbone devenait trop [impactant] ». Pour réduire les émissions européennes (de 40 % entre 1990 et 2030), les émissions incluses dans le marché carbone européen devront être réduites de 43 % par rapport à 2005 (et non 1990).
Le marché du carbone connaît de graves dysfonctionnements. Après une phase de jeunesse en rapide croissance et un portage fort par l'Europe,, il s'effondre, avec un prix des quotas tombé à moins de 10 euros la tonne, qui n'incite pas les industriels à réduire leurs émissions. Il reste déprimé depuis la crise de 2008 jusque début 2017.
Supposé pouvoir contribuer au développement des énergies renouvelables, il ne s'est pas montré capable, jusqu'en 2016, de significativement réduire ni même freiner les émissions en raison d'une chute du prix du carbone . Parmi les problèmes posés figurent le fait que l'aviation échappe en partie à ces quotas, et le transport maritime en totalité, ce que déplorent en 2017 les députés européens.
Malgré un gel de 900 millions de quotas (backloading) adopté en janvier 2014, et des projets de réforme de long terme avec par exemple la constitution d'une réserve de stabilité (validée en Modèle:Dat), le marché du carbone ne tient pas ses promesses : environ 2 milliards de quotas seraient en surplus, qu'il faudrait supprimer pour lancer le marché. En février 2017, face à cet échec et avant que le Conseil européen se prononce, les députés européens votent (en février) un nouveau projet de réforme du système européen d'échange de quotas d'émission de gaz à effet de serre (ETS), réforme valable jusqu'en 2030 ; mais seuls 800 millions de quotas de CO2 pourraient dans ce cadre être annulés (alors qu'il faudrait en annuler plus de 2 milliards selon la dernière évaluation pour rééquilibrer le marché). Le député conservateur britannique, Ian Duncan, rapporteur du projet voulait réduire davantage les quotas alloués chaque année mais les députés n'ont pas retenu cette mesure. En plénière les députés européens refusent majoritairement tout mécanisme d'ajustement aux frontières pour « protéger les industries concurrencées par leurs concurrents non soumis à une contrainte carbone ».
En février 2017, les parlementaires européens proposent à la Commission européenne et au Conseil de l'Union européenne de créer 3 fonds (à financer par la mise aux enchères des quotas) pour 1) moderniser les systèmes énergétiques de certains États membres ; 2) doper l'investissement dans les renouvelables, la capture et le stockage du carbone (CSC) et les technologies à faibles émissions de carbone ; 3) permettre une « transition juste », via la formation et la réaffectation de la main d'œuvre touchée par la transition énergétique (financé par 2 % des recettes des enchères de quotas d'émissions).
En août 2018, un rapport du think tank Carbon Tracker révèle que le prix du carbone sur le système d'échange de quotas d'émission de l'Union européenne (SEQE) de l'UE a bondi de 310 % en un an ; il attribue cette hausse à l'anticipation par le marché de la mise en service à partir de janvier 2019 de la réserve de stabilité du marché (MSR), pièce maîtresse de la réforme UE-ETS adoptée en 2017. Le prix de la tonne de CO2 devrait atteindre 25 euros fin 2018 et 40 euros d'ici 2023, ce qui devrait forcer l'Allemagne, l'Italie, l'Espagne et les Pays-Bas à utiliser plus de gaz et moins de charbon, comme cela a été observé au Royaume-Uni où un prix plancher du CO2 a été mis en place.
Après avoir progressé de 37 % en 2020, le prix des quotas carbone augmente encore de 15 % depuis le début de l'année 2021, atteignant le 12 février un record de 40 € la tonne. Cette hausse très rapide est alimentée en partie par la spéculation des hedge funds. S'il semble que cette hausse soit en partie due à des flux financiers, pas seulement en provenance des fonds spéculatifs mais aussi des fonds de pension, une autre dynamique vient de la remontée des objectifs de réduction de gaz à effet de serre de l'Union européenne. Le 18 mars 2021, le cours frôle les 44 €.
La hausse des cours se poursuit en 2021. Un premier record de 47€ la tonne est établi au printemps, rapidement battu par d'autres records.
En 2023, les États membres de l'Union européenne et le Parlement européen conviennent d'accélérer la transition énergétique dans l'UE, pour y diminuer d'au moins 12 % la consommation d'énergie finale à horizon 2030, y baisser les émissions de GES de 55 % d'ici 2030 par rapport à 1990, puis atteindre la neutralité carbone avant 2050. Ceci valide la réforme communautaire du marché du carbone, cadrée par une directive révisée sur le système d'échange de quotas d'émissions (Seqe) : dorénavant, ce système s'appliquera aussi aux logements et (peu à peu) au transport maritime et aériens intra-communautaires. En outre, un nouveau et second marché du carbone, dit ETS2, sera dédié aux carburants routiers et au chauffage des bâtiments, accompagné d'un "Fonds social pour le climat" à partir de 2026, destiné à aider les ménages vulnérables et les micro-entreprises dans leur transition énergétique.
Un mécanisme d'ajustement carbone aux frontières concernera les importations contribuant le plus au réchauffement : acier, aluminium, ciment, électricité… pendant que les quotas d'émissions gratuits alloués aux industriels opérant dans l'UE seront progressivement supprimés. Les revenus acquis par les États-membres à partir des échanges de quotas d'émissions devront servir à soutenir des projets liés au climat et à l'énergie, ainsi que les aspects sociaux de la transition énergétique.

### Fraudes
De 2008 à 2009, le marché des ETS fait l'objet d'une escroquerie connue sous le nom de fraude à la TVA sur les quotas de carbone.

## Autres marchés
Selon le rapport « International Carbon Action Partnership Status Report 2020 », 21 marchés du carbone sont mis en place sur quatre continents et 24 autres sont en projet ou en développement.

### États-Unis
Sept États du Nord-Est (le Connecticut, le Delaware, le Maine, le New Hampshire, le New Jersey, l'État de New York, et le Vermont) ont créé l'« Initiative Régionale contre l'Effet de Serre » (en anglais Regional Greenhouse Gas Initiative ou RGGI). Ses règles de fonctionnement ont été publiées en 2006, mais l'organisme n'est opérationnel qu'en 2009. Les États du Maryland, du Massachusetts, du Rhode Island et de Virginie l'ont rejoint ensuite.
En Californie, la mise en place d'un véritable système d'échange est prévue pour début 2014 en coopération avec le Québec.

### Chine
Après avoir testé depuis 2013 des marchés locaux dans sept de ses plus grandes villes (Pékin, Shanghai, la province de Canton, Chongqing…) avec l'objectif d'instaurer un système national d'ici à 2017, la Chine annonce le 1er février 2021 l'entrée en vigueur du marché national du carbone chinois, inspiré du système d'échanges de quotas d'émissions de l'Union européenne.
Le 16 juillet 2021, la bourse de Shanghai lance les échanges du marché national chinois du carbone, qui devient le plus grand marché des « droits à polluer » au monde : il devrait couvrir environ 4,5 milliards de tonnes d'émissions de CO2 par an, soit 40 % des émissions de la Chine. Au début, seuls les producteurs d'énergie y seront soumis, soit 2 225 installations, dont une large majorité de centrales à charbon, qui fournissent encore 57 % de l'électricité produite en Chine. Contrairement au marché européen, le système chinois n'est pas encore plafonné. Il est basé sur un facteur d'intensité carbone de la production, qui ne doit pas dépasser 0,877 tonne de CO2 pour 1 MWh produit, seuil plutôt généreux, selon les experts, qui devrait être rendu plus strict par la suite. Les entreprises recevront, dans un premier temps, tous leurs quotas carbone gratuitement, en fonction de leurs émissions de 2019 et 2020. Les enchères seront introduites plus tard. Seuls les petits producteurs d'énergie les plus polluants devraient avoir à en acheter sur le marché. Cependant, s'ils dépassent le facteur d'intensité requis, ils n'auront à acheter que 20 % des quotas qui leur manquent. Le prix des quotas carbone devrait donc rester faible. Refinitiv prévoit un montant de 5,20 euros la tonne en 2021, qui pourrait atteindre 20,50 euros en 2030. En 2022, les secteurs du ciment et de l'aluminium devraient également faire leur entrée sur le marché. L'acier devrait suivre rapidement pour que la plupart des secteurs industriels soient couverts d'ici à 2025. La pétrochimie, la chimie, les métaux non ferreux, le papier et l'aviation seront inclus à terme.

### Nouvelle-Zélande
Le marché du carbone néo-zélandais (ETS-NZ) est établi en 2008 et couvre près de 50 % des émissions de GES de la Nouvelle-Zélande. Le marché laisse la possibilité à certains acteurs d'adhérer volontairement au système(opt-in). En 2012, près de 1090 entités étaient prises en compte par l'ETS-NZ, qui couvre les six gaz à effet de serre du Protocole de Kyoto dans les secteurs de l'exploitation forestière, de l'énergie, des procédés industriels et des déchets.

### Australie
L'Australie imposait depuis juillet 2012 une taxe de 23 dollars australiens (19 €) aux 350 plus grandes entreprises du pays, et prévoyait de la remplacer en 2015 par un marché d'échange de quotas en Asie-Pacifique, à prix variables, fixés par le marché, à l'image du système mis en place en Europe. Mais le 17 juillet 2014, les sénateurs australiens ont voté l'abrogation de la taxe carbone et du marché des quotas d'émission de gaz carbonique qui allait lui succéder.

### Corée du sud
Les parlementaires sud-coréens ont adopté à la quasi-majorité en mai 2015 la mise en place d'un système de plafonnement et d'échange de quotas de CO2 qui devrait couvrir 60 % de ses émissions. Les émissions seront plafonnées à 125 000 tonnes pour les entreprises les plus polluantes, qui devront en cas de dépassement s'acquitter de pénalités trois fois plus élevées que le prix de marché.

### Royaume-Uni
Du fait du Brexit, le Royaume-Uni est sorti du marché européen de quotas d'émissions de CO2, géré à Londres par l'opérateur boursier américain ICE, qui a décidé de le déplacer à Amsterdam. ICE annonce en mars 2021 qu'une nouvelle plateforme d'échange de quotas de CO2 britannique serait opérationnelle à partir du 19 mai 2021].

### Projets divers
D'autres états ou régions, notamment la Corée du Sud et plus récemment le Cambodge et le Vietnam, envisagent en 2016 la mise en place de tels systèmes. L'Assemblée nationale vietnamienne a adopté le 17 novembre 2020 une révision de la loi sur la protection de l'environnement, qui donne mandat au ministère des Ressources naturelles et de l'Environnement pour concevoir un marché de quotas d'émission.